# Pecsétviaszgomba
A pecsétviaszgomba (Ganoderma lucidum) a Ganoderma nemzetséghez tartozó gombafaj.

## Jellemzés
A pecsétviaszgomba kemény termőtestű gombafaj, a kalap magassága 5 és 20 cm között változhat, amely egy – legtöbbször – oldalt fekvő tönkön ül. A gomba kalapja 1–3 cm vastag lehet, felszínét pedig sárgás, később vöröses (a vörösbarnától a vörösesfeketéig), sötétedő viaszréteg fedi. A gomba széle fehér, a hátoldalán fehéres, likacsos réteg helyezkedik el, minden egyes milliméteren 4–5 pórussal. A tulajdonképpeni tönk (gyakran csak tönk alakú alap) fényes, a vörösesbarnától a bíboron át, majdnem feketébe áthajló színekben pompázhat.
Spórája 7-12 x 6-8 µm méretű, levágott csúcsú tojás alakú. Spórapora sötétbarna. 

## Életmód
A pecsétviaszgomba falakó szaprofita vagy parazita gombafaj, mely mindenekelőtt lombfákon él. Tápnövényként elsősorban a tölgyet kedveli, emellett további lombhullató fajok, gyakrabban tűlevelűek (lucfenyő és erdeifenyő) is előfordulnak. A gomba előnyben részesíti a melegkedvelő tölgyeseket, elegyes tölgyeseket, ezen kívül a vörös tölgyeseket és a keményfás ligeterdőket. Ezen társulásokon kívül a pecsétviaszgomba megtalálható még sövényekben, parkokban és útszéleken, amennyiben ott a megfelelő tápnövény (tölgy vagy vörös tölgy) rendelkezésre áll. Az egyéves gomba fatörzseken, gyökereken található.

## Elterjedés
A pecsétviaszgomba valószínűleg világszerte elterjedt, mégsem lehetünk ebben teljesen biztosak, mindenekelőtt a még ismeretlen rokonfajoktól való pontos elhatárolás bizonytalansága miatt. Az Északi flórabirodalomban elsősorban a mediterrán és a mérsékelt éghajlati övben elterjedt, Európában Dél–Skandináviáig lelhető fel. A pecsétviaszgomba Németországban az összes tájegységben elszórtan megtalálható. Magyarországon is gyakran fordul elő tölgyesekben. Tömeges megjelenése a fákon az erdő gyengültségére utal.

## Rendszertan
A pecsétviaszgomba a Ganoderma nemzetség egy komplex, szűk rokonságához tartozik, melyeket részben a táptalajválasztás különböztet meg egymástól és rendszertani besorolásuk nem egyértelmű. Európában ehhez a nemzetséghez a következő fajok tartoznak: óriás lakkostapló (Ganoderma resinaceum), sötét lakkostapló (Ganoderma carnosum) és a Ganoderma valesiacum (egy vörösfenyőkön előforduló faj az Alpokból és a Kárpátokból). Európán kívüli fajai a hemlokfenyőn növő Ganoderma tsugae, a Ganoderma oregonese, illetve a Kelet–Ázsiából származó Ganoderma sinense és a Ganoderma japonicum.

## Termesztés
A vadon növő Ganoderma nagyon ritka és nehéz begyűjteni, ezért a gomba hatóanyag-tartalma általában nem optimális, hatása nehezen kiszámítható. 1970-ben a Kiotói Egyetem Élelmiszertudományi Kutatóintézetének technikusa, Yukio Naoi sikeresen alkalmazta a spóraszétválasztó termesztési módszert a Ganoderma termesztésére. A módszert 1975-ben vezették be Ázsiában, és mára széles körben elterjedt.
A pecsétviaszgombát természetközeli (rönkös) és intenzív (zsákos) módszerrel is lehet termeszteni, ugyanakkor a két módszer eltérő termésidőt eredményez. Egy élő rönköt nehezebben szőnek át a gombafonalak (hifák), hogy azokból micélium, majd termőtest képződhessen. Rönkös termesztés esetén a lombos keményfákat döntés után 15–20 napig fektetik, majd rövid rönkökre vágják, és a vágásfelületen oltják be. Az átszövetési idő 2–3 hónap. A rönköket a földbe süllyesztik. Az első termőtestek legkorábban a beoltást követő 6 hónap múlva jelennek meg. Az így beoltott rönkök 4–5 évig is teremnek. Zsákos termesztésnél enyhén (10–15%) dúsított keményfa-fűrészport használnak, 5%-os korpadúsítással, amelyet zacskókba töltenek. Az átszövetéshez 25–30 °C és kb. három hét szükséges. Az első gombakezdemények a 30–40. napon jelennek meg, a zacskók száját az 50. napon nyitják ki. A termőtestek fejlődéshez szobahőmérséklet, 100–200 lux fény, 90–95%-os relatív páratartalom és akár 60 nap szükséges. Ázsiában a fűrészport legalább 70% nedvességtartalmú 10–20% durva gabonakorpával, 1–2% kalcium-karbonáttal és gyakran 1% körüli szacharózzal dúsítják.

## Jelentőség
A pecsétviaszgomba nem ehető és fakártevőként jelentéktelen. Kelet–Ázsiában gyógyszerként alkalmazzák. A gyógyászati alkalmazások célja az immunrendszer és a máj erősítése és az anyagcsere-folyamatok felgyorsítása. Ezekre azonban bizonyítékok nincsenek. Mint ahogyan minden gyógynövényben a biológiai anyag koncentrációja ingadozhat. Ehhez járulhat hozzá a más, közeli rokonságban élő fajokkal való keveredés, mely a G. lucidum hatékonyságát befolyásolhatja. A gombafonalakat, a teljes gombatestet és a gombaspórákat is, külön-külön felhasználják.
A gyógyászatban erősítőszerként és gyógyszerként való gyakori felhasználásán alapszik az, hogy a pecsétviaszgombát kultúrnövényként is termesztik. A kínai elnevezés – Ling Zhi – „szellemnövényt” jelent, egyéb kínai nevei is használatban vannak: „a halhatatlanság gombája”, „tízezer éves gomba” és a „spirituális erő gyógynövénye”. Kínában úgy is tekintenek rá, mint a „gyógynövények királyára” és a hagyományos kínai orvoslásban gyógygombaként alkalmazzák. Ott a ginzenggel (Panax ginseng) egyenértékű. A gomba Kínában feltehetőleg már évezredek óta erősítőszerként használatos.
Az utóbbi 20 évben rengeteg új tudományos közlemény jelent meg a ganoderma gyógyító hatásáról, többek között igazolttá vált a szív- és érrendszerre kifejtett kedvező hatása, az idegrendszeri nyugtató hatása, immunrendszer támogató valamint gyulladáscsökkentő hatása is.
A pecsétviaszgombát számos legendában megemlítik és korábban talizmánként is szolgált. Az épületekben felakasztották, hogy megakadályozza a szerencsétlenséget.[forrás?]
A ganoderma gomba germánium tartalma kiemelkedő, emiatt számos élettani hatással is rendelkezik. 

## Hasonló fajok
- Ganoderma atkinsonii

További megnevezések, melyek az alternatív gyógyászatban ismertek: japánul – Reishi (霊芝), koreaiul – Jong Csi (tulajdonképpen: ryŏngji 령, illetve yeongji 靈芝) és kínaiul – Ling Zhi (língzhī 灵芝).